# 多肯多夫
多肯多尔夫是德国莱茵兰-普法尔茨州的一个市镇。总面积5.82平方公里，总人口193人，其中男性96人，女性97人（2011年12月31日），人口密度33人/平方公里。